# Primeiro Grupo Catarinense
Primeiro Grupo Catarinense, mais conhecido pela siglas PGC ou apenas G, é a maior organização criminosa do estado de Santa Catarina. O grupo comanda rebeliões, assaltos, sequestros, assassinatos e narcotráfico. A facção atua principalmente em Santa Catarina, mas também tem tentáculos em pelo menos 3 estados brasileiros (Paraná, Mato Grosso e Mato Grosso do Sul) e na fronteira com o Paraguai, Bolívia e Peru.
A facção não centraliza seu comando em apenas uma pessoa. Existem 14 líderes, divididos em 2 "ministérios". 

## Cartilha do PGC atualizada
Em 3 de março de 2003, quando o Estado começava a planejar o envio de presos para a recém-construída Penitenciária de São Pedro de Alcântara, na Grande Florianópolis, se deu a fundação, batizada inicialmente de "G" (O Grupo). A organização foi fundada na Ala Máxima da Penitenciária Masculina, no bairro Agronômica, em  Florianópolis, Santa Catarina. Foi em São Pedro, que a organização expandiu seu número de integrantes, fazendo da penitenciária seu "quartel-general". 
Ali se juntaram detentos de alta periculosidade, que viriam a se comunicar e tramar crimes da prisão para as ruas, como Nelson de Lima (o Setenta), Pedro Alves (o Pedrinho), Valdir Saggin, Jackson Luis Cardoso (o Ioga), Marcos Paulo Capistrano Melo (o Cientista), Valmir Gomes (o Macaco), Rudinei Ribeiro do Prado (o Derru), Renê Augusto Rocha (o Cumpadre), Rudinei Siqueira (o Nobre Guerreiro), e Alex Formanski (o Gângster). 
Na época, os membros eram basicamente do litoral catarinense. Rapidamente, os presos fizeram seu próprio estatuto. Cartas apreendidas em revistas, nas celas e nas ruas demonstravam, na linguagem própria, a liderança exercida no sistema prisional e nos criminosos em liberdade.
Em inquérito policial, a Diretoria Estadual de Investigações Criminais (DEIC/SC) relata que a facção cresceu de forma vertiginosa a partir de maio de 2003, aos moldes do Comando Vermelho (Rio de Janeiro) e do Primeiro Comando da Capital (PCC), de São Paulo. Foi Setenta, um dos fundadores do grupo que importou o modelo de operação do PCC para o G, depois de cumprir pena com integrantes da quadrilha paulista, no começo da Década de 2000. 
Entre os objetivos do PGC, o principal é organizar e expandir o crime na rua. No ano de criação da facção, os maiores traficantes de Florianópolis estavam presos. Nessa época, a cidade acobertava a disputa silenciosa pelos pontos de vendas. A facção fortaleceu-se sorrateira dentro do cárcere. O Estado a negou por nove anos, até a morte de Deise Fernanda Melo Pereira Alves, em 2012. A agente prisional foi executada na frente de casa, no bairro Roçado, em São José, no lugar do marido – o diretor linha-dura da Penitenciária de São Pedro de Alcântara, Carlos Alves – que estava em Brasília.
Dez dias depois, o viúvo participou do espancamento dos detentos. O Deap (Departamento de Administração Prisional) explicou o episódio que lesionou 69 prisioneiros como contenção de um princípio de motim. No mês seguinte, vídeos mostram ministros do PGC ordenando atentados por represália à violência dentro da Penitenciária. Ônibus queimados, bases da polícia metralhadas, mortes: o chamado “salve geral”, antes restrito a bilhetinhos interceptados pelo Deap tornou-se público através da mídia. 

### Atentados públicos
Ver: Atentados contra o transporte público em Santa Catarina em 2012-2013

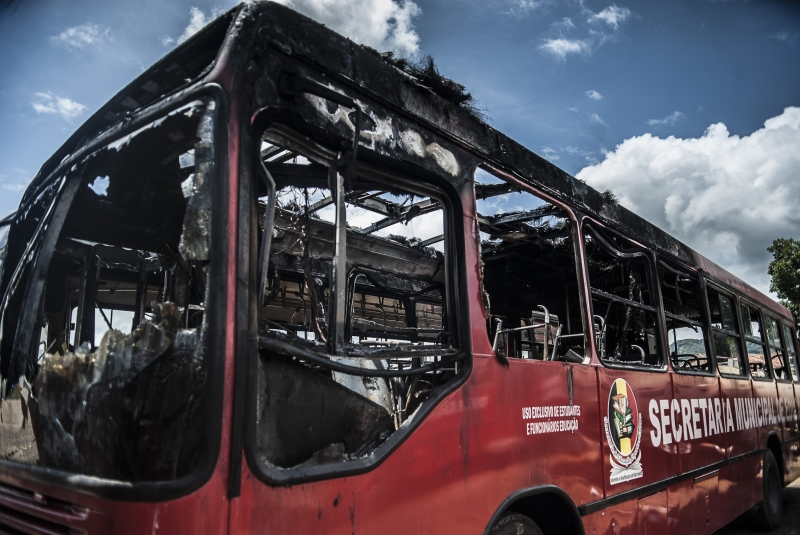
Ônibus queimado em Ilhota, em fevereiro de 2013.

O grupo se tornou notório do grande público em novembro de 2012, ao se responsabilizar por diversos atentados contra ônibus, carros particulares, postos de polícias militares e civil e diversos outros locais públicos. O motivo da violência seria os maus tratos contra os presos que ocorreram na Penitenciária de São Pedro de Alcântara. 
Os ataques ocorreram em 16 cidades, muitas delas concentradas na região da Grande Florianópolis. Foram registradas 58 ocorrências, sendo 27 delas ataques a ônibus. O restante foi a bases das polícias militar e civil e veículos particulares.
Após as denúncias e investigação de maus tratos, superlotação e do número insuficiente de médicos nas penitenciárias, os ataques cessaram por ordem dos próprios bandidos.
A segunda e maior onda de violência começou a partir de 30 de janeiro de 2013. O motivo estaria relacionado à transferência de presos e o combate ao tráfico de drogas. Novamente, os ônibus passaram a ser escoltados pela polícia até os pontos mais críticos e a circular com horários reduzidos afetando a rotina daqueles que usam o transporte público como meio de transporte e o comércio.
Até as 19h do dia 20 de fevereiro, a Polícia Militar havia confirmado 111 ataques. Veículos foram incendiados, foram disparados tiros e jogados coquetéis-molotovs contra prédios públicos. As ocorrências foram registradas em 36 municípios.
Os alvos destes 111 ataques foram: 32 contra edificações, 45 contra ônibus, 32 contra carros, e 2 lixeiras e pneus.
O governo precisou solicitar ajuda da Força Nacional para coibir os atentados. Os atos foram interrompidos e presos suspeitos da organização dos ataques (integrantes do PGC) foram transferidos para prisões de segurança máxima em Mossoró (RN)  e Porto Velho (RO).

### Ligação com CV e Guerra contra o PCC
A proliferação do PGC se deu de forma vertiginosa. No tráfico, atingiu o mercado de drogas sintéticas. Fora do Estado, houve associações com facções rivais. A principal delas foi com o Comando Vermelho, liderado pelo narcotraficante Fernandinho Beira-Mar, a quem coube, além de trocas de informações, o aperfeiçoamento dos recrutados pelo PGC no manuseio de armas e de fuzis e a sofisticação no modus operandi dos crimes. 
No Mato Grosso do Sul, na fronteira com a Bolívia, traficantes catarinenses da cúpula do PGC estabeleceram uma rede interestadual de comando e contavam até com uma central telefônica dentro da própria cadeia. 
A aliança entre as duas facções causou a entrada do PGC na Guerra contra o PCC, rival da facção fluminense. Conflito que se intensificou também por Santa Catarina, com a tentativa de dominação de território em comunidades do estado por parte do PCC contra os catarinenses. O principal motivo pelo domínio de Santa Catarina seria os portos do litoral, que facilitaria a exportação de drogas e armas para a Europa, África e Ásia.  Só em Florianópolis foram registrados 60 assassinatos em 2016 com ligação com o embate entre as duas facções. 
Na capital, o principal conflito ocorre no bairro Monte Cristo, na parte continental da cidade. A guerra entre os traficantes das comunidades vizinhas da Chico Mendes (dominada pelo PGC) e Novo Horizonte (aliada ao PCC) se intensificou em 4 anos (desde 2013). O bairro é o mais violento da cidade, pelo grande número de integrantes das duas facções rivais, que tentam dominar a aérea.   
Joinville foi a primeira cidade a entrar na guerra das duas facções. Sua localização é estratégica, pois é próxima a divisa com o Paraná, estado que tem as unidades prisionais dominada pelo mesmo grupo.  A taxa de homicídios em Joinville já era maior que a de São Paulo e Rio de Janeiro no começo de 2017. 
O crime de maior repercussão no conflito entre as duas organizações foi o assassinato de Israel Mello Júnior, morto no dia 1° de fevereiro 2016. No dia do crime, os suspeitos sequestraram por um dia duas pessoas que serviram como "isca" para atrair a vítima.
As "iscas" foram levadas para o bairro Ulisses Guimarães, na zona Sul de Joinville. Lá, em uma casa abandonada, a vítima foi morta e em seguida, decapitada em uma área de mangue.
Segundo o delegado, o crime é resultado da guerra entre as organizações criminosas que disputam os pontos de tráfico na cidade, uma na zona Sul e outra na Norte. Por isso, o grupo levou a cabeça para a área da organização criminal rival, como uma demonstração de força no "território inimigo".

### 2017: Ano de sangue em Florianópolis
Em 2017, ano em que o conflito entre as facções se intensificou, Florianópolis bateu o recorde de mortes violentas registradas na história da cidade. 
O número de mortes violentas em Florianópolis cresceu 89% na comparação com o ano de 2016, fazendo 173 vítimas fatais entre homicídios dolosos (145), latrocínios (7), lesões seguidas de morte (6) e confrontos com as polícias (15) entre 1º de janeiro e 27 de dezembro. Em todo o ano anterior, foram 92 casos de mortes violentas. 
Para se ter ideia, o número de homicídios dolosos na Capital em 2017, que somam 145 casos, é praticamente quatro vezes maior que o número de casos registrados em Palhoça e São José, cada um com 37 homicídios. Isso que em Palhoça o número de homicídios dolosos teve um crescimento de mais de 100% desde 2016. Em São José os homicídios cresceram 10%, e em Biguaçu, até o dia 20 de janeiro de 2017, o número de assassinatos era o mesmo de 2016, 11 pessoas. 
As principais causas apontadas pela Segurança Pública de Santa Catarina para o crescimento da violência na região estão relacionadas à guerra entre as facções PGC (Primeiro Grupo Catarinense) e o PCC (Primeiro Comando da Capital), que tenta expandir sua área de atuação no território nacional. O reflexo da briga entre as organizações criminosas, no entanto, não passa despercebido pela população. Seja pelo impacto que trouxe para os bairros mais pobres, onde famílias vivem praticamente sitiadas, ou até mesmo nas regiões mais centrais que se tornaram palco de horrores em 2017. 
Naquele ano ocorreu uma seleção de horrores cometidos em Florianópolis facilmente comparáveis aos mais violentos grupos terroristas de outras partes do mundo. “Os criminosos da cidade foram aprendendo esse tipo de violência com membros de facções de fora. É uma forma que eles encontram para mostrar poder de uma facção sobre a outra. O que impressiona é a crueldade desses crimes, com decapitações e requintes de crueldade”, diz Ênio Mattos, delegado à frente da Delegacia de Homicídios da Capital desde 2011.
Algumas dessas execuções foram filmadas e espalhadas via redes sociais, algo até então incomum na cidade. Foi assim com um casal de jovens, ela de 20 e ele de 18 anos, que foi queimado vivo diante da lente de um celular; ou como o caso de uma mulher decapitada com um facão, cujo corpo foi encontrado na noite de véspera de Natal, em dunas do bairro Rio Vermelho (Costa do Moçambique).
Todos os anos a ONG mexicana Conselho Cidadão pela Seguridade Social Pública e Justiça Penal apresenta a lista das 50 cidades mais violentas do mundo com mais de 100 mil habitantes. O relatório de 2016, por exemplo, continha 21 cidades brasileiras, sendo que a última da lista, Obrégon, no México, teve uma taxa de 28,29 mortes por grupo de 100 mil habitantes. 
Naquele ano, Florianópolis tinha uma taxa de 19,61 mortes por 100 mil habitantes, e estava longe de entrar para a lista. Em 2017, com uma taxa de 36,8 mortes, a Capital catarinense ficou na 39ª posição do ranking. 

## Estrutura
Assim como em estruturas constituídas de fato, a liderança foi fundamentada em uma espécie de primeiro "ministério", sem líder máximo e com 13 (incluindo primeiro ministério vitalício e rotativo) presos encabeçando as decisões, aliciando, ameaçando e até mesmo determinando o extermínio de testemunhas. Ou seja, na prática, as decisões mais importantes, como matar aliados e desafetos, passam pelo colegiado dos criminosos.
É o "conselho vitalício" que emana de dentro da cadeia ordens para os "sintonias". Estes são responsáveis por repassá-las aos cinco "disciplinas gerais", que então dissipam as mensagens aos "disciplinas de bairro" e da periferia. Como a toda regra há exceção, em missão específica são selecionados integrantes.
Promotores de justiça do Ministério Público comparam a forma de organização de grupo a modelos de máfias internacionais como a Cosa Nostra siciliana, cartéis colombianos e mexicanos, a Yakuza japonesa e as Tríades chinesas. 
Em uma esfera mais baixa estão os que se dedicam ao tráfico de drogas, sequestros, roubos, aluguel de armas, ataques a bancos e cargas. Esses criminosos costumam se envolver nas comunidades, especialmente favelas e bairros populares desassistidos. Praticam ações sociais locais para aumentar a sua proteção local com base na lei do silêncio.
Num nível um pouco mais acima estão os que conseguem estabelecer conexões para fora do seu próprio ambiente, além da periferia. O PGC, na visão dos promotores, tem atuação diversificada, na qual os elementos vão de um lugar ao outro e desenvolvem ações articuladas. É este time que faz a ponte entre a rua e a cadeia e cumpre as ordens de líderes presos.
No nível mais elevado estão criminosos que conseguem conexões com organizações de maior abrangência. No caso dos catarinenses, é como se agissem em um terreno fértil, promovendo corrupção e facilidades mesmo da cadeia, em associações com dimensões nunca vista antes no Estado, recheadas de poder, violência, vingança, impiedade e traição. 

### Renda e recursos
Irmão paga o "dízimo" (mensalidade da organização). É lei. Todos os membros do PGC conhecem o estatuto da facção criminosa. 
Quem der calote cumpre a pena – ou melhor, não cumpre é executado. Essa norma faz com que o PGC arrecade por ano, aproximadamente, R$ 1,6 milhão.
São aproximadamente 8 mil afiliados no Estado. Cada um paga R$ 200 por mês para o dízimo. Com exceções: presos libertos têm três meses de carência. No quinto mês de atraso “o responsa é cobrado com rigor”.
O objetivo é investir no tráfico – a fonte de renda dos 20 ministros que lideram a facção. Para fortalecer o mercado valem outros crimes. Menos sexuais. "Duques", como são chamados réus condenados pelos artigos 213, estupro, e 214, atentado violento ao pudor, não são aceitos no PGC.
Homicídios, roubos, furtos e latrocínio têm como objetivo comum o fortalecimento das "bocas" (pontos de venda de drogas). Nos assaltos, 10% vão para facção. O dinheiro é usado para pagar advogados, o transporte das visitas, a corrupção de agentes penitenciários e compra de armas e drogas para alimentar as "bocas".
Nem todos os traficantes têm envolvimento com o PGC. Mas todos têm que contribuir. É a forma de garantir proteção e privilégios na cadeia. 